# La Chapelle-sur-Furieuse
La Chapelle-sur-Furieuse è un comune francese di 306 abitanti situato nel dipartimento del Giura nella regione della Borgogna-Franca Contea.

## Storia

### Simboli
Il comune non ha adottato uno stemma ufficiale. Gli viene spesso attribuita una vecchia versione dello stemma del dipartimento del Giura presente su molte immagini e cartoline degli anni '50-'60 del secolo scorso.

## Società

### Evoluzione demografica
Abitanti censiti